# Honoriusz (cesarz)
Flavius Augustus Honorius (ur. 9 września 384, zm. 15 sierpnia 423 w Rawennie) – cesarz rzymski od 395 do 423 roku.
Syn Teodozjusza I Wielkiego i jego pierwszej żony – Flacylli. Brat cesarza Arkadiusza i przyrodni brat Galli Placydii.
Honoriusz w wieku 2 lat został mianowany konsulem rzymskim. 23 stycznia 393 otrzymał tytuł augusta i tym samym został współwładcą cesarstwa. Cesarzem został w wieku 10 lat i razem z bratem Arkadiuszem podzielili cesarstwo na część zachodnią i wschodnią. Opiekunem Honoriusza został wódz Stylichon, który z czasem zyskał ogromne wpływy na dworze. Honoriusz ożenił się z córką Stylichona – Marią, a następnie młodszą – Termancją, ale z żadną nie doczekał się potomstwa. Stylichon popadł w niełaskę i został zamordowany w 408, a Honoriusz rozwiódł się ze swoją drugą żoną.
W 402 Honoriusz przeniósł stolicę Zachodniego Cesarstwa do Rawenny. Prowadził wojny z licznymi uzurpatorami do tytułu cesarza. Za jego panowania, w 410 roku, miasto Rzym po raz pierwszy od 800 lat zostało najechane i zdobyte przez barbarzyńców pod wodzą Alaryka. Honoriusz zawarł pokój z następcą Alaryka – Ataulfem i wydał za niego swoją siostrę.
Zmarł w 423 roku, prawdopodobnie na cukrzycę, zostawiając cesarstwo o wiele słabsze i mniejsze (m.in. zrezygnował z obrony Brytanii). Opinię starożytnych o Honoriuszu oddaje anegdota przytoczona przez Prokopiusza z Cezarei, według której cesarz był zapalonym hodowcą drobiu. Ulubionego koguta nazwał Rzym. Gdy poinformowano go, że Rzym został najechany przez Alaryka, cesarz rozpłakał się, gdyż myślał, że chodzi o jego pupilka.